# Champillet
Champillet ist eine französische Gemeinde mit 126 Einwohnern (Stand: 1. Januar 2022) im Département Indre in der Region Centre-Val de Loire. Sie gehört zum Arrondissement La Châtre, zum Kanton La Châtre und zum Gemeindeverband Communauté de communes de la Châtre et Sainte Sévère. Die Einwohner werden Champillois genannt.

## Lage
Champillet liegt etwa 52 Kilometer südöstlich von Châteauroux. das Gemeindegebiet wird vom Fluss Igneraie durchquert. Umgeben wird Champillet von den Nachbargemeinden Montlevicq im Norden und Nordwesten, Néret im Norden und Nordosten, Urciers im Osten und Südosten, Feusines im Süden und Südwesten sowie La Motte-Feuilly im Westen.

## Bevölkerungsentwicklung
| Jahr                      | 1962 | 1968 | 1975 | 1982 | 1990 | 1999 | 2006 | 2013 |
| Einwohner                 | 248  | 190  | 173  | 168  | 144  | 154  | 166  | 154  |
| Quelle: Cassini und INSEE |      |      |      |      |      |      |      |      |

## Sehenswürdigkeiten
- Kirche Saint-Pierre aus dem 11./12. Jahrhundert, Monument historique

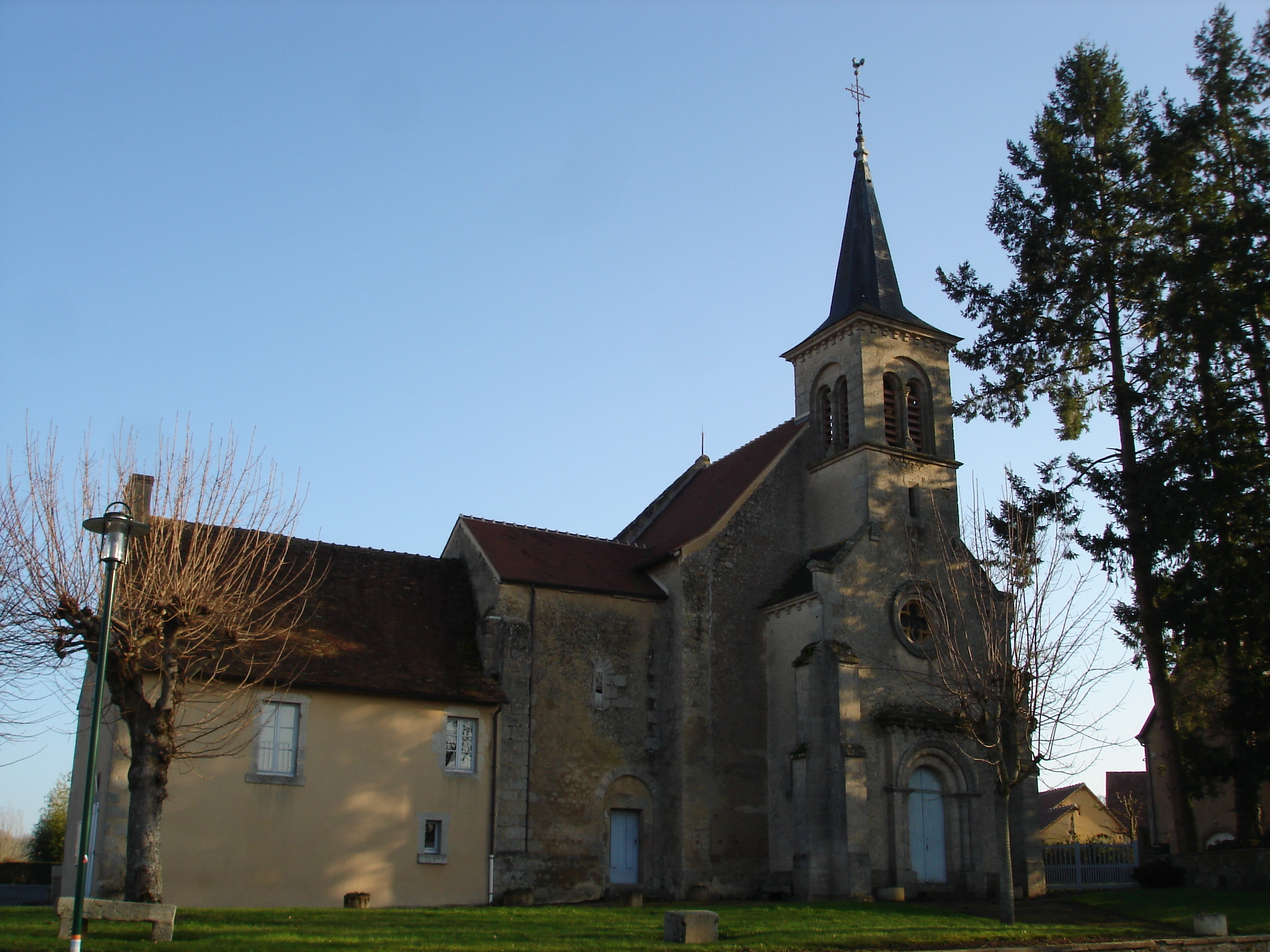
Kirche Saint-Pierre